# 철원우체국
철원우체국(鐵原郵遞局)은 철원 지역의 우편 및 우체국금융서비스 관련 업무를 수행하는 강원지방우정청 소속 우체국이다. 강원특별자치도 철원군 갈말읍 삼부연로 25에 있다.

## 기본 정보
- 주소: 강원특별자치도 철원군 갈말읍 삼부연로 25
- 우편번호: 24042

## 연혁
- 1897년 12월 29일: 철원우체사로 개소
- 1924년 12월 16일 : 철원역전우편소 설치[1]
- 1941년 2월 1일 : 철원역전우편국으로 개칭[2]
- 1954년 12월 1일: 철원우체국으로 개국
- 1957년 12월 10일 : 철원우체국 동송분국 개국[3]
- 1958년 2월 20일 : 금화우체국 개국[4]
- 1958년 7월 10일 : 철원우체국 동송분국이 동송우체국으로 승격[5]
- 1965년 5월 15일 : 금화우체국을 김화우체국으로 명칭 변경
- 1965년 10월 15일 : 철원서면우체국이 별정우체국으로 개국[6]
- 1966년 9월 26일 : 강원근남우체국이 별정우체국으로 개국[7]
- 1971년 5월 20일 : 철원서면우체국 자등분국 개국[8]
- 1975년 7월 1일 : 철원우체국 문혜분국 개국[9]
- 1979년 9월 20일: 철원우체국이 감독국으로 승격
- 1981년 10월 20일 : 철원서면우체국을 와수우체국으로 명칭 변경[10], 철원서면우체국 자등분국을 와수우체국 자등분국으로 명칭 변경[11]
- 1985년 12월 30일 : 철원대마우편취급소, 철원지경우편취급소, 철원화지우편취급소 개국[12]
- 1986년 12월 30일 : 철원마현우편취급소 개국
- 1987년 6월 20일: 철원우체국을 현 청사로 신축이전
- 1987년 12월 1일 : 구철원우체국 개국[13]
- 1987년 12월 10일 : 와수우체국 자등분국을 철원자등우체국으로 명칭 변경[14]
- 1988년 1월 6일 : 철원우체국 문혜분국이 철원문혜우체국으로 명칭 변경[15]
- 1999년 5월 24일 : 철원문혜우체국 폐국
- 2000년 8월 1일 : 철원이평우편취급소 개국[16]
- 2008년 5월 6일 : 철원이평우편취급소를 철원이평우편취급국으로 명칭 변경
- 2015년 12월 21일: 김화우체국을 김화읍 김화로 624-2에서 김화읍 김화로 621 위치로 이전[17]
- 2016년 10월 31일: 철원이평우편취급국 폐국[18]
- 2017년 1월 1일: 강원근남우체국을 철원근남우체국으로 명칭 변경[19]

## 관할우체국
| 우체국명           | 사진 | 주소                                         | 비고                                        |
| ------------------ | ---- | -------------------------------------------- | ------------------------------------------- |
| 구철원우체국       |      | 강원특별자치도 철원군 철원읍 금학로 285      |                                             |
| 김화우체국         |      | 강원특별자치도 철원군 김화읍 김화로 621      | 2015년 12월 21일 현위치로 이전              |
| 동송우체국         |      | 강원특별자치도 철원군 동송읍 이평로 27       |                                             |
| 와수우체국         |      | 강원특별자치도 철원군 서면 와수로 163-1      |                                             |
| 철원근남우체국     |      | 강원특별자치도 철원군 근남면 하오재로 2066-1 | 2017년 1월 1일 강원근남우체국에서 명칭 변경 |
| 철원대마우편취급소 |      | 강원도 철원군 철원읍 대마리                  |                                             |
| 철원마현우편취급소 |      | 강원도 철원군 근남면 마현리                  |                                             |
| 철원문혜우체국     |      | 강원도 철원군 갈말읍 문혜리 693-13           | 1975년 7월 1일 신설 1999년 5월 24일 폐국    |
| 철원이평우편취급국 |      | 강원도 철원군 동송읍 금학로 197              | 2016년 10월 31일 폐국                       |
| 철원자등우체국     |      | 강원특별자치도 철원군 서면 자등로 612        |                                             |
| 철원지경우편취급소 |      | 강원도 철원군 갈말읍 지경리                  |                                             |
| 철원화지우편취급소 |      | 강원도 철원군 철원읍 화지리                  |                                             |

## 조직
- 우편물류과
- 영업과
- 경영지도실